# ARIA (tạp chí)
ARIA là một tạp chí manga dành cho nữ thiếu niên ("shōjo") của Nhật Bản do nhà xuất bản Kōdansha phát hành định kỳ hàng tháng. Vào tháng 4 năm 2010, một thông báo công khai đã được vạch ra nhằm định hướng kế hoạch xây dựng tờ tạp chí mới này; ấn bản đầu tiên đã được ra mắt vào ngày 28 tháng 7 năm 2010. Các trang tạp chí được in theo cỡ giấy B5. Đối tượng độc giả chủ yếu là những thiếu nữ vị thành niên trong độ tuổi từ 16 đến 22.

## Các truyện đã đăng
- Cherry Sen! - Amagi Reno
- GDGD-DOGS - Tōyama Ema
- Haikyo Shōjo - Tsukiji Nao[3]
- Hanirabi! - Sōta Kuwahara[4]
- Iiki no Ki - Yuki Kaori
- Jauhara Genya - Nesumi Chisato
- Junketsu + Kareshi - Shouoto Aya
- Kore wa Koi no Hanashi - Chika
- Kurogane Girl - Natsume Kokoro
- Maka Society - Maki Miki
- Magnolia - Ape Naked
- Mukuro Chandelier - Rinno Miki
- Ōjisama Kōrin - Hiyoshimaru Akira
- Pika Ichi - Mochida Aki và Maki Yoko
- Seiza Danshi - Kirigai Yuki